# Manggha

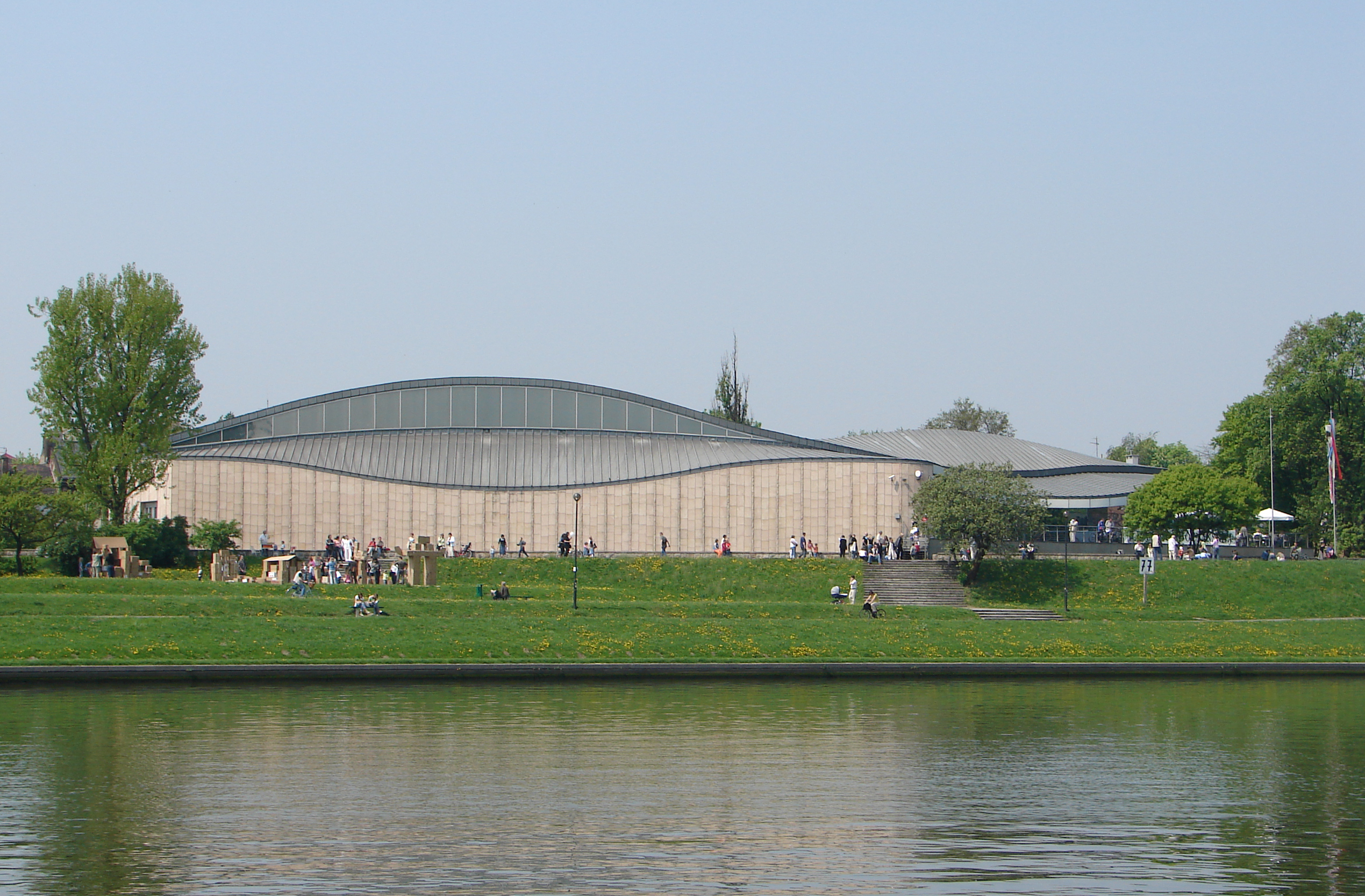
Museum der Japanischen Kunst und Technik Manggha

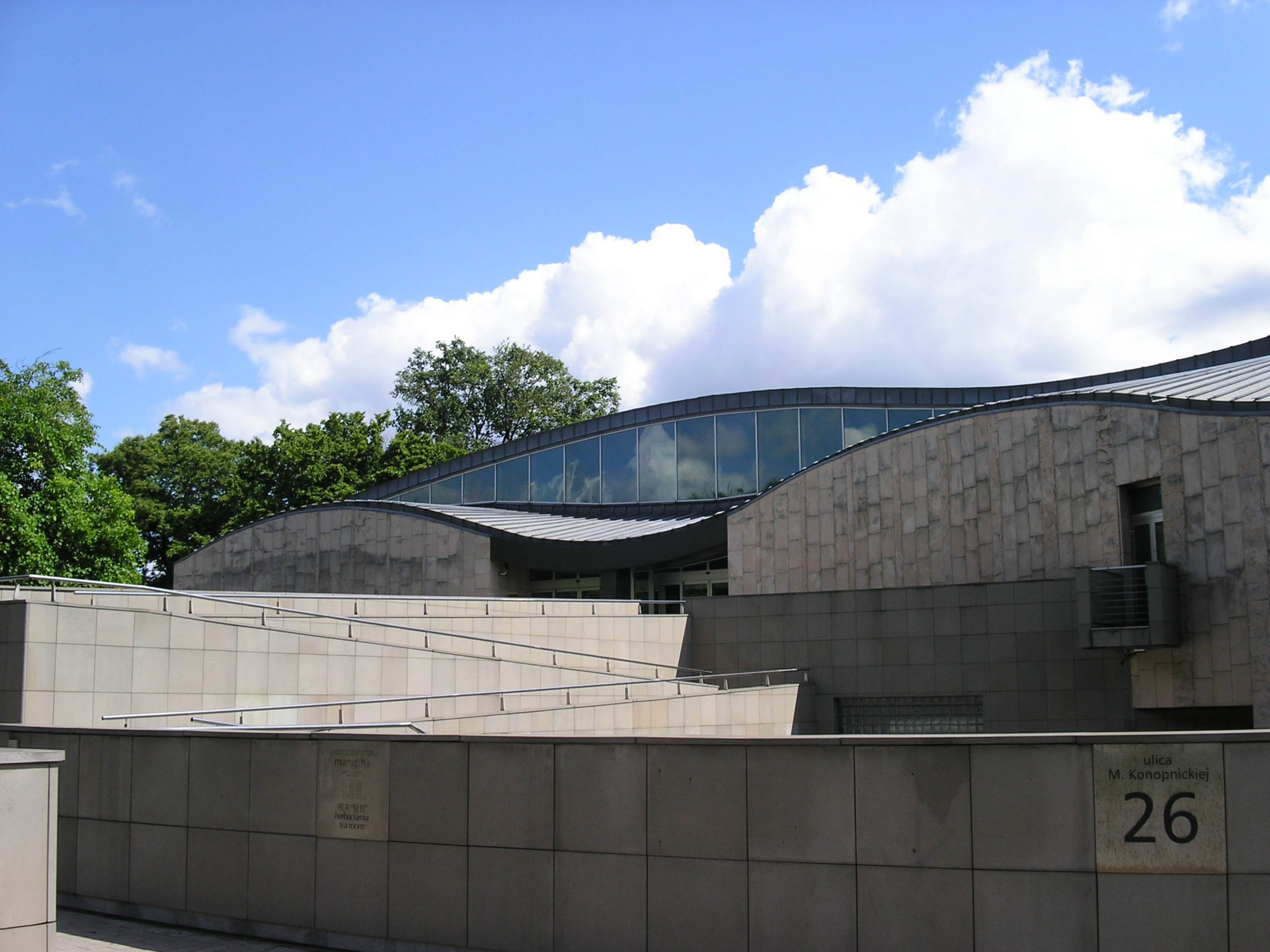
Museum der Japanischen Kunst und Technik Manggha

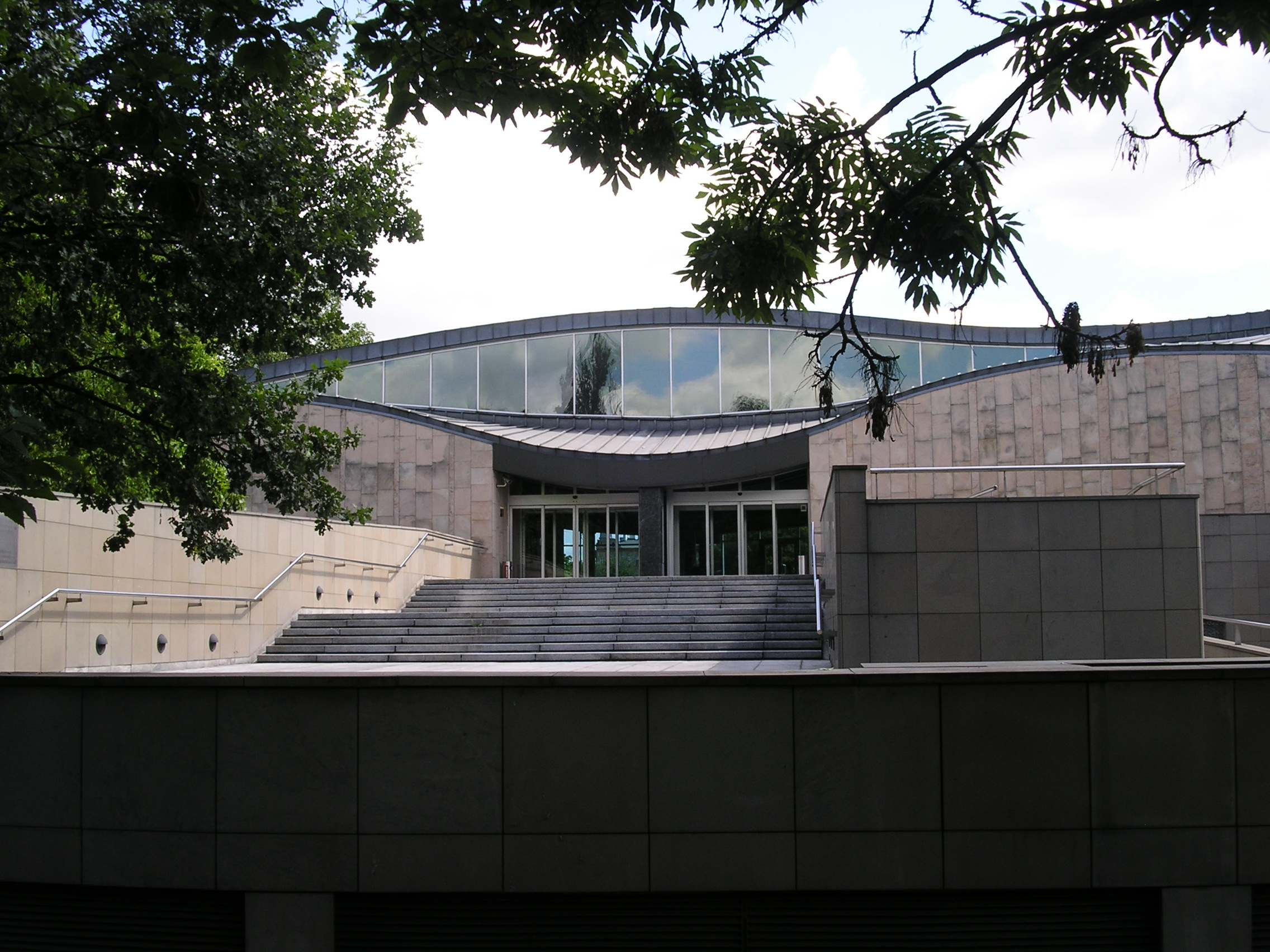
Museum der Japanischen Kunst und Technik Manggha

Manggha (Langname: Muzeum Sztuki i Techniki Japońskiej Manggha, dt. „Museum der Japanischen Kunst und Technik Manggha“) ist ein Museum in Krakau. Seit dem 1. Dezember 2004 ist es eine selbständige Kulturanstalt, vorher war es eine Zweigstelle des Krakauer Nationalmuseums.

## Geschichte
Im Jahr 1920 vermachte der Kunstsammler Feliks „Manggha“ Jasieński (1861–1929) dem Nationalmuseum Krakau seine Sammlung von etwa 6.500 japanischen Kunstgegenständen unter der Bedingung, die Sammlung solle öffentlich zugänglich sein und ein unzertrennbares Ganzes bleiben. Jasieński wurde ehrenamtlicher Direktor der Sammlung. Trotzdem blieben die Kunstwerke über den Tod Mangghas 1929 hinaus in Kisten verpackt. Während des Zweiten Weltkrieges wurde die Sammlung von den Behörden des Generalgouvernements beschlagnahmt und 1944 in den Krakauer Tuchhallen ausgestellt.
Damals erblickte sie der achtzehnjährige zukünftige Filmregisseur Andrzej Wajda. Das war der Anfang seiner lebenslangen Verbindung. Als Andrzej Wajda 1987 den Kyoto-Filmpreis der Inamori-Foundation erhielt, beschloss er die Summe zur Errichtung eines Museums für japanische Kunst in Krakau zu stiften, um dort die Feliks-Jasieński-Sammlung ausstellen zu können.
Das Bauvorhaben wurde von der japanischen Regierung sowie von der Krakauer Kyoto-Krakau-Stiftung unterstützt. Sogar die japanische Eisenbahnergewerkschaft spendete eine Million Dollar. Den Entwurf lieferte unentgeltlich der japanische Architekt Arata Isozaki.
Das Manggha-Museum wurde am 30. November 1994 feierlich eröffnet.
Neben der Ausstellung der Feliks-Jasieński-Sammlung bietet das Museum Raum für verschiedene Veranstaltungen wie japanische Sprachkurse, Ikebana-Ausstellungen und Teezeremonien. Ebenso hat dort die Bonsai-Gesellschaft ihren Sitz erhalten.
Am 11. Juli 2002 kam der japanische Kaiser Akihito mit seiner Gemahlin, der Kaiserin Michiko zu Besuch.